# Ossuaire de Schorbach
Pour les articles homonymes, voir Ossuaire (homonymie).
L'ossuaire se situe dans la commune française de Schorbach et le département de la Moselle. Il est situé dans le cimetière du village, entourant encore l'église paroissiale Saint-Rémi.

## Histoire
L'ossuaire est édifié au XIIe siècle selon certains auteurs, vers le XVe siècle selon d'autres. Il a l'aspect d'une châsse dotée de colonnes, toutes différentes. Il est né de l'exiguïté du cimetière. En effet, les tombes devaient parfois être ouvertes pour dégager les os. Des ossements y furent déposés de 1136 à la Révolution française, voire plus tardivement au XIXe siècle.
De style roman, l’ossuaire est décoré d'une arcature de onze arcs en plein cintre. L'arcature est soutenue par des colonnes, qui reposent sur un mur-bahut à deux assises. Le pilier quadrangulaire central est décoré de tri-lobes. L'ossuaire abrite encore, sur l'entrave de la cinquième colonne et sur la courbe concave du dernier arc, deux visages grotesques représentant vraisemblablement des têtes de mort. À la suite d'une restauration, au début du XXe siècle, l'édifice a perdu le pan-de-bois de ses pignons et les demi-croupes de sa toiture.
L'ossuaire est classé monument historique depuis 1929.